# 노이지아
노이지아(Noisia)은 네덜란드의 전자 음악 그룹이다.

## 음반
- Split the Atom (2010)
- I Am Legion (with Foreign Beggars) (2013)
- Outer Edges (2016)
- Closer (2022)